# Oblastní rada Horní Galilea
Oblastní rada Horní Galilea, v hebrejské transkripci ha-Galil ha-eljon (hebrejsky מועצה אזורית הגליל העליון‎ - „mo'aca ezorit ha-Galil ha-eljon“, anglicky Upper Galilee Regional Council) je administrativní a samosprávná část izraelského distriktu Sever, která zahrnuje izraelské obce v části Horní Galileje, a to jednak v hornatém pásu podél hranic s Libanonem, jednak v rovinaté a zemědělsky intenzivně využívané krajině při horním toku řeky Jordán, v prostoru nazývaném též Prst Galileje (Ecba ha-Galil),v angličtině také Galilee Panhandle neboli galilejský držák.

## Dějiny

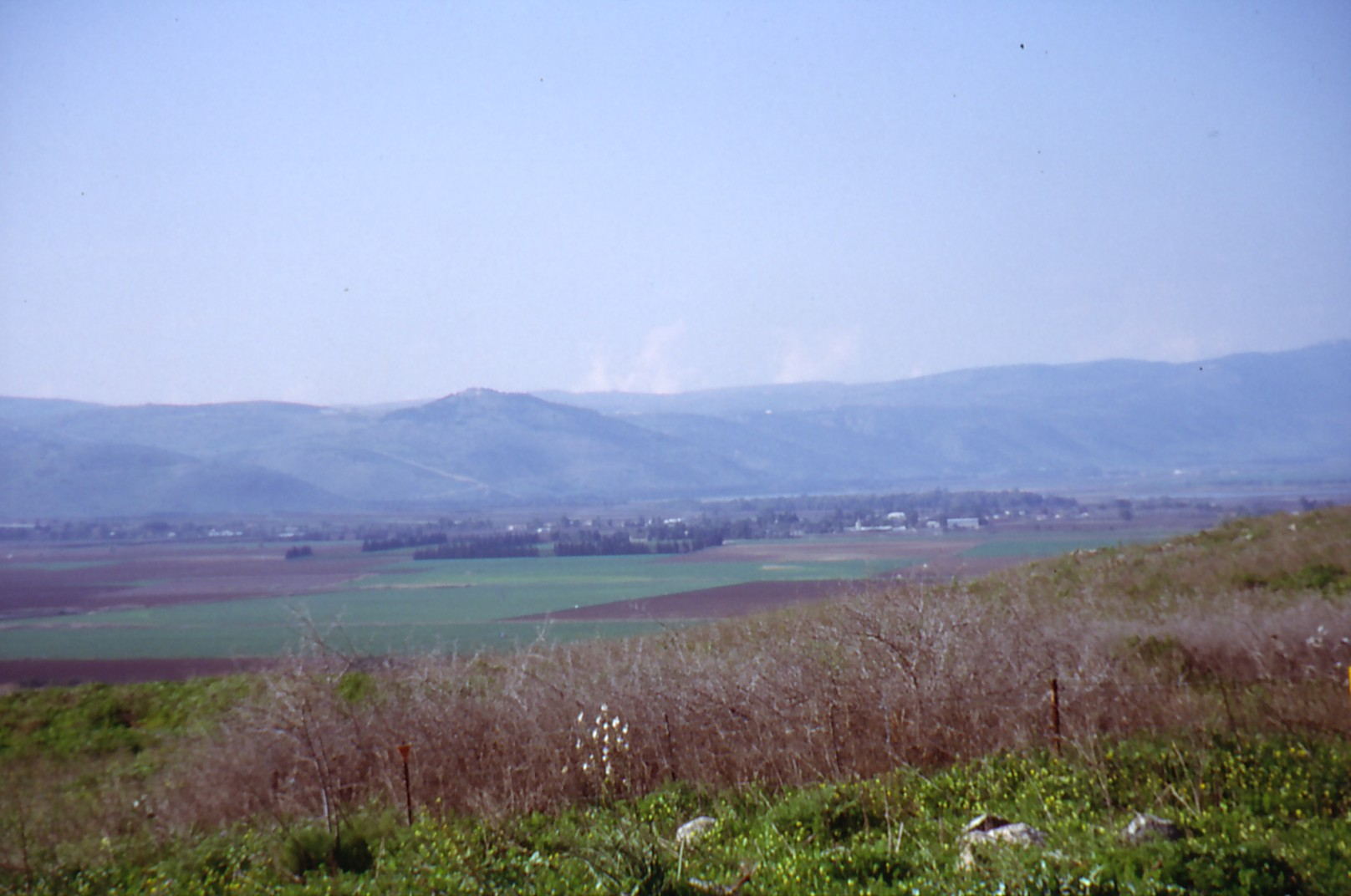
Chulské údolí a zemědělsky využívaná krajina v Horní Galileji

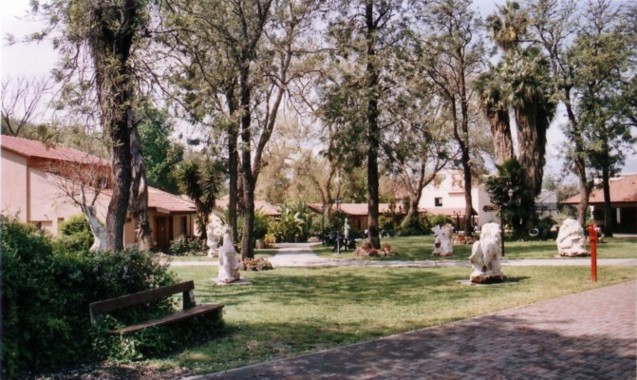
Turistická vesnice v kibucu ha-Gošrim

Oblastní rada Horní Galilea byla založena roku 1950. Většina zdejších osad vznikla už během 1. poloviny 20. století v rámci osidlovací politiky Židů během britského mandátu Palestina. Další obce vznikaly po první arabsko-izraelské válce tedy po roce 1948. Po šestidenní válce v roce 1967 území pod jurisdikcí oblastní rady expandovalo částečně i na plochu Golanských výšin dobytých na Sýrii, kde vznikl kibuc Snir. Zbytek plochy oblastní rady se ale rozkládá v rámci Izraele v jeho mezinárodně uznávaných hranicích.
Původně pod správu této oblastní rady patřily i zemědělské vesnice s nižší mírou kolektivismu (mošavy), ale ty se roku 1975 seskupily do samostatné oblastní rady Mevo'ot ha-Chermon. I zdejší kibucy ale procházejí počátkem 21. století transformací směrem k větší roli trhu a individualismu. 21 z nich nabízí pozemky pro výstavbu nových soukromých domů, ve 14 už dochází k výstavbě a v 8 už byla výstavba nových obytných čtvrtí dokončena.
Oblastní rada má velké pravomoci zejména v provozování škol, územním plánování a stavebním řízení nebo v ekologických otázkách.

## Seznam sídel v oblastní radě Horní Galilea
Oblastní rada Horní Galilea sdružuje 29 izraelských vesnic, které všechny fungují jako kolektivně hospodařící komunity (kibuc). Sídlem úřadů oblastní rady je město Kirjat Šmona, které ale samo pod jurisdikci oblastní rady nespadá, protože má statut městské rady.
- Ajelet ha-Šachar
- Ami'ad
- Amir
- Bar'am
- Civ'on
- Dafna
- Dan
- Gadot
- Gonen
- Ha-Gošrim
- Chulata
- Jiftach
- Jir'on
- Kadarim
- Kfar Blum
- Kfar Gil'adi
- Kfar ha-Nasi
- Kfar Szold
- Lahavot ha-Bašan
- Ma'ajan Baruch
- Machanajim
- Malkija
- Manara
- Misgav Am
- Ne'ot Mordechaj
- Sasa
- Sde Nechemja
- Snir
- Šamir

## Demografie
K 31. prosinci 2014 žilo v oblastní radě Horní Galilea 17 000 obyvatel. Z celkové populace bylo 16 200 Židů. Včetně statistické kategorie „ostatní“ tedy nearabští obyvatelé židovského původu ale bez formální příslušnosti k židovskému náboženství jich bylo 17 000.